# Lúcio Sênio
Lúcio Sênio Balbino (em latim: Lucius Saenius Balbinus) foi um político gente Sênia da República Romana nomeado cônsul sufecto no lugar de Cícero, o Jovem, em 30 a.C. para servir com o cônsul Otaviano.

## Identidade
Sênio era senador no momento da Segunda Conspiração de Catilina, em 63 a.C.. Seu nos Fastos Capitolinos que o nome de um dos cônsules sufectos de 30 a.C. foi "L. Saenius", provavelmente a mesma pessoa que este senador. Apiano afirma que um certo "Balbinus" teria sido cônsul em 30 a.C., ano no qual a conspiração do jovem Lépido, o Jovem, foi revelada por Caio Cílnio Mecenas.
Agora, como os Fastos não mencionam um cônsul de nome Balbino, conjectura-se que este seria o cognome o "L. Saenius". Apiano também afirma que Balbino foi proscrito pelos triúnviros em 43 a.C. e fugiu para a Sicília, controlada por Sexto Pompeu, e que teria retornado a Roma depois do Tratado de Miseno. O senatus consultum pelo qual Augusto transformou em patrícios um número plebeus foi chamada de Lex Saenia por Tácito. Dião Cássio afirma que a incorporação de novos membros à classe dos patrícios teria sido realizada em 29 a.C., mas o nome "Lex Saenia" revela que a autorização do Senado se obteve no final do ano anterior, durante o consulado de Lúcio Sênio. Ele também interveio para proteger Júnia Segunda, que foi acusada por Caio Mecenas de ter se envolvido na conspiração liderada por seu filho, Lépido, o Jovem, contra Otaviano.